# 1630 Milet
Az 1630 Milet (ideiglenes jelöléssel 1952 DA) a Naprendszer kisbolygóövében található aszteroida. Louis Boyer fedezte fel 1952. február 28-án, Algírban.